# 波岡維作

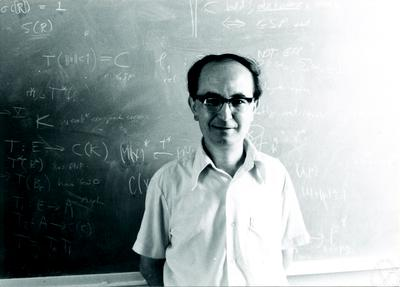
波岡維作

波岡 維作（なみおか いさく、英: Isaac Namioka、1928年4月25日 - 2019年9月25日）は、位相空間論と函数解析学の研究を行っている日系アメリカ人数学者である。ワシントン大学名誉教授。

## 幼少期および学生時代
波岡は、岩手県の遠野に生まれた。のちに両親に連れられて、兵庫県の姫路に転居した。父の三郎はバプテスト教会伝道師で日ノ本女学校（現・日ノ本学園高等学校）の校長だった。大学院はカリフォルニア大学バークレー校で、ジョン・ルロイ・ケリーの指導の下、1956年に博士号を修得している。大学院生のとき、のちに著名な小説家となる、中国系アメリカ人のレンシー・ナミオカと結婚している。

## 職歴
波岡は1963年ワシントン大学に移るまで、コーネル大学で教鞭を執っていた。そこでは四名の博士学生の指導をした。また、イリノイ大学アーバナ・シャンペーン校の教授になった、彼の学生のジョセフ・ローゼンブラットを主に通じて、20名を超える後継の研究者を輩出している。

## 業績
波岡の著書である「線形位相空間論」（ケリーとの共著）は、代表的なテキストとなっている。彼の博士課程での研究とこの本は位相空間論に関するものであったが、のちに彼の興味は函数解析学に移った。
1967年、アスプルンドとともに波岡は、リル＝ナウゼウスキの不動点定理の完全な証明を初めて与えた。
1974年の論文 "separate continuity and joint continuity"（「個別の連続性と多変数の連続性」）により、波岡空間（Namioka space）とは次の性質を持つ位相空間 X を意味するようになった：Y がコンパクトかつ、X と Y のデカルト積から Z への函数 f が X および Y に関して各々連続である限りにおいて、X において稠密な Gδ-部分集合で Y とのデカルト積が f の連続点集合の部分集合となるものが必ず存在する。1974年の論文の結果は、位相空間内のある特別なクラスに対してこの性質を証明したもので、波岡の定理として知られている。
1975年に波岡とフェルプスは、ある空間がアスプルンド空間であるための必要十分条件は、その双対空間がラドン＝ニコディム性を持つことであるという定理の片方向の含意を証明した。逆方向の含意の証明は1978年にステガルによって行われた。

## 栄誉
波岡の80歳の誕生日に敬意を込めて、雑誌 Journal of Mathematical Analysis and Applications は特集号を出版した。
2012年、彼はアメリカ数学会の inaugural fellow の一人となった。

## 主要な出版物
図書
- Partially Ordered Linear Topological Spaces (Memoirs of the American Mathematical Society 14, 1957)[13]
- Linear Topological Spaces (with John L. Kelley, Van Nostrand, 1963; Graduate Texts in Mathematics 36, Springer-Verlag, 1976)[14][15]

研究論文
- Namioka, I.; Asplund, E. (1967), “A geometric proof of Ryll-Nardzewski's fixed point theorem”, Bulletin of the American Mathematical Society 73:  443–445, doi:10.1090/s0002-9904-1967-11779-8, MR0209904.
- Namioka, I. (1974), “Separate continuity and joint continuity”, Pacific Journal of Mathematics 51:  515–531, doi:10.2140/pjm.1974.51.515, MR0370466.
- Namioka, I.; Phelps, R. R. (1975), “Banach spaces which are Asplund spaces”, Duke Mathematical Journal 42 (4):  735–750, doi:10.1215/s0012-7094-75-04261-1, MR0390721.